# Frank Klotz

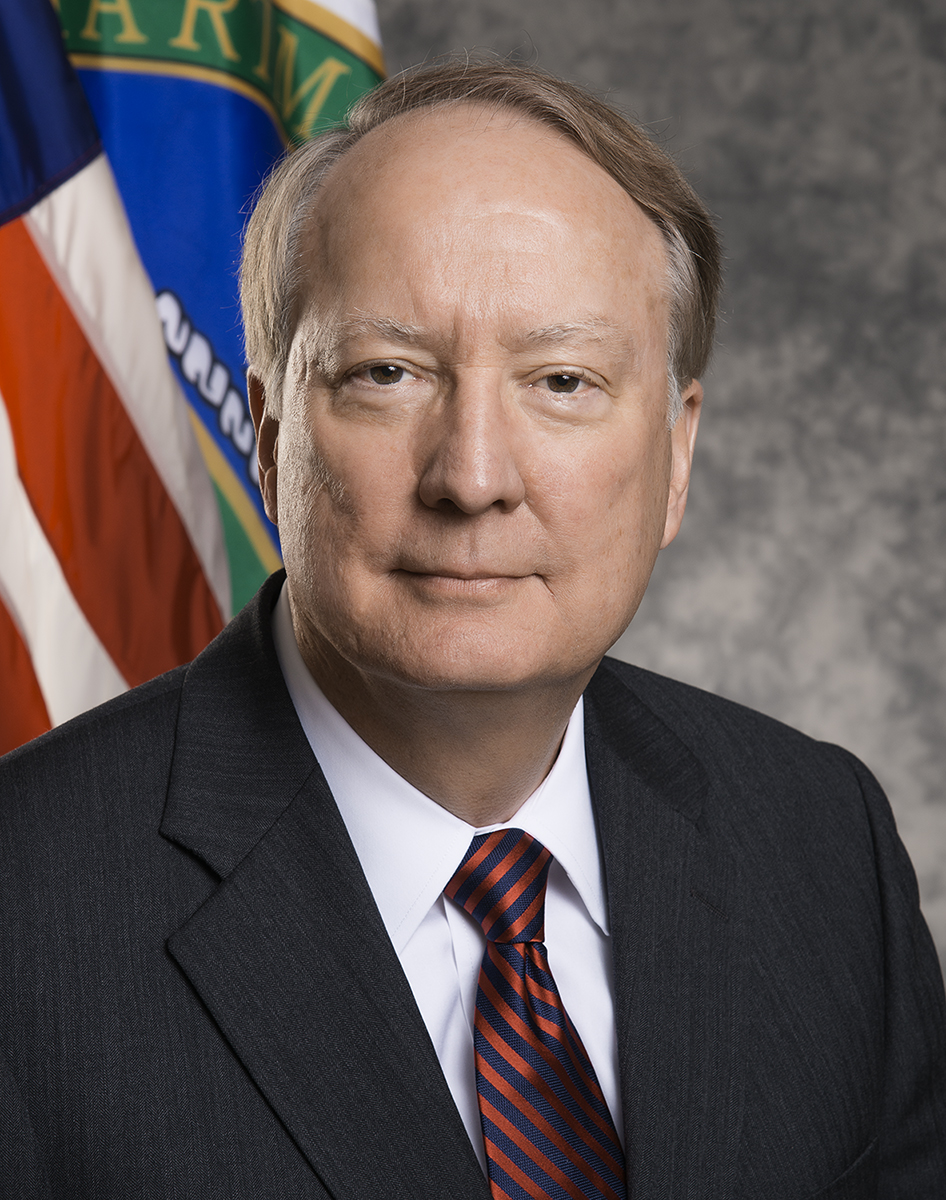
Frank Klotz (2014)

Frank Graham Klotz (* 7. September 1950 in Lubbock, Lubbock County, Texas) ist ein pensionierter Generalleutnant der United States Air Force. Er war unter anderem Kommandeur des Air Force Global Strike Commands. Zwischen 2014 und 2018 war er Staatssekretär in der Unterabteilung für nukleare Sicherheit im Energieministerium der Vereinigten Staaten.
Im Jahr 1973 absolvierte er die United States Air Force Academy in Colorado Springs. Nach seiner Graduation wurde er als Leutnant in das Offizierskorps der Air Force aufgenommen. In der Folge durchlief er alle Offiziersgrade vom Leutnant bis zum Drei-Sterne-General.
Im Lauf seiner militärischen Karriere absolvierte er verschiedene Kurse und Schulungen. Dazu gehörten unter anderem die Squadron Officer School auf der Maxwell Air Force Base (Maxwell AFB) in Alabama; das National War College in Fort Lesley J. McNair in Washington, D.C.; der Joint Flag Officer Warfighting Course auf der Maxwell AFB und der Pinnacle Course in Fort Lesley J. McNair. Außerdem erhielt er akademische Grade von der University of Oxford in England und der Syracuse University.
In seinen frühen Jahren als Offizier der Luftwaffe war er an verschiedenen Stützpunkten in den Vereinigten Staaten stationiert. Dabei war er im Gegensatz zu den meisten Offizieren der Luftwaffe nicht als Kampfpilot eingesetzt. Er war Stabsoffizier bei verschiedenen Einheiten und Hauptquartieren. Dazu gehörten auch das Pentagon und das Außenministerium. Zwischenzeitlich war er auch Lehrer an der Luftwaffenakademie in Colorado Springs. Im weiteren Verlauf war Klotz im Bereich der Raketen tätig. So kommandierte er unter anderem eine Einheit die mit LGM-30 Minuteman-Raketen ausgerüstet war. Es folgten ähnliche Kommandos über mit Raketen bestückte Einheiten.
Zwischen Juli 1988 und Februar 1990 war Frank Klotz im NATO-Hauptquartier in Brüssel als Defense Plans Officer Stabsoffizier. Danach leitete er dort bis August 1991 die Unterabteilung für atomare, biologische und chemische Waffen (Chief, Nuclear Biological and Chemical Plans Branch). Es folgte eine Versetzung zur Grand Forks Air Force Base in North Dakota. Dort kommandierte er bis zum Februar 1993 die 321st Operations Group. Dann gehörte er bis zum Dezember 1994 der Stabsabteilung für Operationen im Hauptquartier der Luftwaffe an.
Zwischen Januar 1995 und August 1996 kommandierte Frank Klotz auf der Minot Air Force Base in North Dakota das 91. Raketengeschwader (91st Missile Group / 91st Missile Wing). Es folgte eine Versetzung zur Peterson Space Force Base in Colorado. Dort gehörte er bis August 1997 der Logistikabteilung des damaligen Air Force Space Commands an. Nach zwischenzeitlich anderen Verwendungen war Klotz zwischen Juli 1999 und Juni 2001 Militärattaché an der amerikanischen Botschaft in Moskau. Danach war er bis Mai 2003 Direktor für Nuklearpolitik und Waffenkontrolle beim Nationalen Sicherheitsrat.
Anschließend kommandierte Klotz bis zum Oktober 2005 die im Jahr 1991 reaktivierte 20. Luftflotte deren Aufgabenbereich auf der Aufrechterhaltung der Alarmbereitschaft ballistischer Interkontinentalraketen vom Typ Minuteman III besteht. Gleichzeitig kommandierte Klotz die Task Force 214, die dem U.S. Strategic Command unterstand. Zwischen Oktober 2005 und August 2007 war er stellvertretender Kommandeur des Air Force Space Commands auf der Peterson AFB. Danach gehörte er als Assistant Vice Chief of Staff and Director, Air Force Staff bis zum August 2009 dem Stab des Hauptquartiers der Luftwaffe an.
Am 7. August 2009 wurde Frank Klotz erster Kommandeur des neuaufgestellten Air Force Global Strike Commands, dessen Hauptquartier sich auf der Barksdale Air Force Base in Louisiana befindet. Dieses Kommando bekleidete er bis zum 6. Januar 2011 als James Kowalski seine Nachfolge antrat. Danach schied er aus dem aktiven Militärdienst aus.
Zwischen 2014 und 2018 war Frank Klotz Staatssekretär für nukleare Sicherheit im Energieministerium. Dabei oblag ihm die Kontrolle und Verwaltung der amerikanischen Nuklearwaffen. Danach wurde er als Adjunct Senior Fellow für die RAND Corporation tätig.

## Daten der Beförderungen
| Abzeichen | Rang               | Jahr             |
| --------- | ------------------ | ---------------- |
|           | Second Lieutenant  | 6. Juni 1973     |
|           | First Lieutenant   | 6. Juni 1975     |
|           | Captain            | 6. Juni 1977     |
|           | Major              | 1. November 1982 |
|           | Lieutenant Colonel | 1. März 1985     |
|           | Colonel            | 1. Februar 1991  |
|           | Brigadier General  | 1. Dezember 1999 |
|           | Major General      | 1. Oktober 2003  |
|           | Lieutenant General | 17. Oktober 2005 |

## Orden und Auszeichnungen
Frank Klotz erhielt im Lauf seiner militärischen Laufbahn unter anderem folgende Auszeichnungen:
- Air Force Distinguished Service Medal
- Defense Superior Service Medal
- Legion of Merit
- Defense Meritorious Service Medal
- Meritorious Service Medal
- Aerial Achievement Medal
- Joint Meritorious Unit Award
- Air Force Outstanding Unit Award
- Air Force Organizational Excellence Award
- Combat Readiness Medal
- National Defense Service Medal
- Global War on Terrorism Service Medal
- Humanitarian Service Medal
- Air Force Longevity Service Award

Außerdem erhielt er mehrere Ordensbänder (ribbons).